# 스타십 HLS

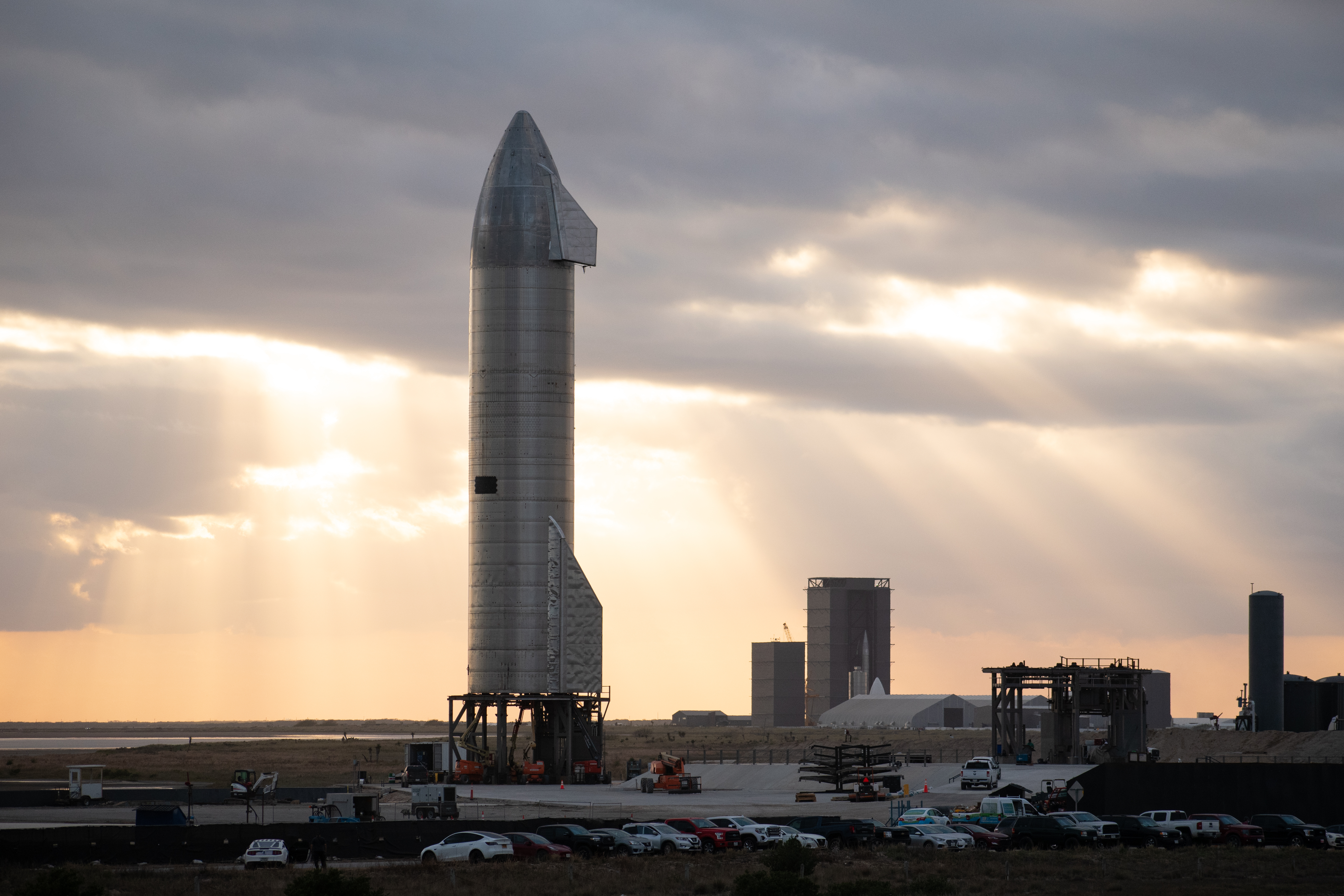
스타쉽 우주선

스타쉽 HLS는 아르테미스 계획에 따라 스페이스X가 개발중인 달 착륙선이다. 스타쉽 우주선을 달 착륙용으로 개조하고 있다.

## 역사
최초의 계약 설계 작업은 2020년 5월에 시작되었으며, 2021년 4월에 스타쉽 HLS가 NASA에서 아르테미스 계획의 일환으로 "첫 번째 여성과 다음 남자를 달에 데려다 줄 사람"을 선택했을 때 전체 개발을 위한 선택 및 자금 지원이 시작되었다.
NASA는 스페이스X와 US $ 289억 달러 계약을 체결하여 스타쉽 HLS를 개발, 생산하고, 2회의 비행을 할 계획이다. 즉, 무인 테스트 비행, 유인 달 착륙 비행을 할 것이다. 또한 이후의 아르테미스 계획에서, 임무를 위해 착륙을 수행할 계획이다. 스타쉽 HLS는 달 표면으로 내려 가기 전에 승객을 태우기 위해 NASA 오리온 우주선 또는 NASA 루나 게이트웨이 우주 정거장과 함께 달 궤도에서 도킹할 예정이다.
스타쉽 HLS에는 열 차폐나 에어 브레이크가 없다. 달에 착륙하기 위해 스타쉽 HLS에는 달 표면에서 최종 하강 및 이륙시 사용되는 착륙 추진기 보완 장치가 장착되어 있다.
무게 5톤 아폴로 11호를 발사한 새턴 V 로켓의 발사중량이 3038.5톤이다. 스타쉽 HLS는 발사중량 1320톤에 무게 200톤의 화물을 달에 착륙시킬 수 있다.

## 설명
스타쉽 HLS의 설계는 우주의 진공 상태에서만 작동하도록 최적화되었기 때문에 스타쉽 HLS에서는 열 차폐 및 공기 브레이크 (주 스타쉽 설계의 필수 부분)가 생략되었다. 스타쉽 HLS는 달의 반석과 관련된 깃털 충돌 문제를 피하기 위해 최종 달 하강 및 착륙의 마지막 "수십 미터" 동안 스타쉽 HLS의 중앙에 위치한 고추력 산소 및 메탄 연료 추진 추진기를 사용한다. 스페이스X는 달 표면에서 이륙하기 위해 동일한 고추력 RCS 추진기를 사용하려고 한다. 스타쉽 HLS는 동체 둘레에 태양 전지판 밴드를 통해 전력을 공급받는다.
스타쉽 HLS가 발사되기 전에 프로펠런트 데포는 지구 저궤도로 발사되고, 여러번의 스타쉽 우주선 발사를 통해 최대 용량까지 연료를 공급한다. 그런 다음 스타쉽 HLS가 프로펠런트 데포에 도킹하여 급유를 받고, 달로 향한다.